# Herpy Miklós
Herpy Miklós (Budapest, 1931. december 25. – 2023. december 21.) állami díjas magyar villamosmérnök, címzetes egyetemi tanár, a műszaki tudományok kandidátusa. Az analóg integrált áramkörök alkalmazástechnikája és az aktív RC szűrők szakértője. 1957 és 1990 között a Távközlési Kutató Intézet tudományos munkatársa, 1974 és 1984 között a harmadik generációs mikrohullámú gerinchálózati rendszerek fejlesztésének irányítója. 1990 óta az Elektronika távközlési mérőműszereket fejlesztő és gyártó vállalat munkatársa.

## Életpályája
1942 és 1950 között a budapesti Érseki Katolikus Gimnázium (államosítás után Rákóczi Ferenc Gimnázium) diákja. Érettségije után édesapja mellett órás ipari tanuló, minthogy az „osztályellenségnek” minősített kisiparos édesapja miatt egyetemi felvételét elutasították. 1952-ben szakmunkásvizsgája után munkásként már felvették a Budapesti Műszaki Egyetem Gépészmérnöki Karára. Az első egyetemi éve után átiratkozott a Villamosmérnöki Kar műszer tagozatára. Ötödévesként a Simonyi Károly professzor által vezetett Elméleti Villamosság Tanszéken demonstrátorként és az Akadémia Műszerügyi Kutatóintézetében gyakornokként dolgozott. Diplomáját 1957-ben szerezte meg a Villamosmérnöki Kar, Műszer és Finommechanika Szakán, majd a Távközlési Kutató Intézet tudományos munkatársa lett. Első munkája az intézetben fejlesztett mikrohullámú rádiórelé rendszer szolgálati rendszereinek kifejlesztése volt. Az intézetben elsőként alkalmazott tranzisztoros, majd analóg integrált áramköröket.
1963-ban osztályvezetőnek, 1974-ben főosztályvezetőnek nevezték ki és megbízták a harmadik generációs rádiórelé rendszerek kidolgozásának irányításával. Ennek során bevezette a különleges pontosságot igénylő mikrohullámú mikrosztrip és felületszerelt technológiákat. A fejlesztés eredményeként gyártásba került berendezések kidolgozását, 1978-ban, munkatársaival megosztott Állami Díjjal ismerték el. Felismerve az elektronika rendkívül gyors fejlődését, 1984-ben visszatért az analóg áramköri kutatómunkához, melyek addig is megalapozták oktatói és publikációs munkáit. A Műszaki tudományok kandidátusa címet 1980-ban az Analóg integrált áramkörök című disszertációjának megvédésével nyerte el.

## Oktatás
A Távközlési Kutató Intézetben szerzett analóg áramkörfejlesztői ismereteire támaszkodva 1960-tól kezdve mérésvezetőként, majd 1963-tól 33 éven át félállású oktatóként tanított a BME Műszer és Méréstechnika (ma Méréstechnika és Információs Rendszerek) Tanszékén, először tanársegédként, majd adjunktusként és 1980-tól 1998-ig docensként. Oktatói munkáját később címzetes egyetemi tanári címmel ismerték el. Végzése után 65 évvel, 2022. június 22-én a BME-n tartott ünnepségen átvehette vasdiplomáját.

### A fontosabb előadott tárgyak
- Elektronikus áramkörök tervezése,
- Analóg integrált áramkörök,
- Aktív RC szűrők,
- Elektronikus berendezések tervezése.[2]

## Munkái az Elektronika vállalatnál
Az Elektronika távközlési mérőműszereket fejlesztő és gyártó vállalattal még 1963-ban került kapcsolatba. A szigorú műszerembargó miatt a Távközlési Kutató Intézet munkatársai többnyire maguk fejlesztették ki a kutatómunkájukhoz szükséges műszereket. Így 1962-ben kidolgozott és elkészített egy műszert, amely alkalmas volt a telefon- és rádiócsatornák zajának, a nemzetközi szabványok előírásainak megfelelő mérésére. Az Elektronika megszerezte e műszer gyártási jogát és megkezdte annak gyártását és értékesítését. Ez volt a vállalat által gyártott első tranzisztoros műszer. A szabványok változása miatt 1976-ban szükségessé vált a műszer átkonstruálása. Ennek során egy analóg integrált áramköröket és aktív RC szűrőket alkalmazó új műszer született. Ennek a változatnak a forgalmazási jogát szerezte meg a Siemens Messgeräte Bereich. A műszer Siemens változatát a Bundespost (a mai Deutsche Telekom elődje) rendszeresítette és előírta annak általános használatát. A 80-as években szoros együttműködés alakult ki a Siemens és az Elektronika között, melynek során fontos szerepet kapott a cégközi egyeztetések és megállapodások lebonyolításában és külső tervezőként részt vett több a Siemens igényei szerinti új mérőműszer kidolgozásában. 1990-ben megvált a Távközlési Kutató Intézettől és az Elektronika munkatársa lett. Ezt követően, 2016-ig az Elektronika kutató, fejlesztő gyártó teamjeit támogatva vett részt a nagy távközlési szolgáltató vállalatok (például Deutsche Telekom, Telecom Italia) mindig újabb és újabb méréstechnikai igényeit kielégítő távközlési mérőműszerek létrehozásában.
Nyolcvanötödik születésnapját követően, 2016 végén megvált a vállalattól és idejét anyai nagyapja,  Aggházy Károly zongoraművész, zeneszerző és zenepedagógus életpályája kutatásának szentelte. E munkája eredményeként jelent meg Aggházy-albuma a Rózsavölgyi Kiadónál.

## Főbb publikációi

### Könyvpublikációk
- Herpy, M. – Wágner, Gy.: Elektronikus műszerek, Tankönyvkiadó, Budapest 1967. (p. 462)
- Analóg integrált áramkörök, Műszaki Könyvkiadó, Budapest 1973. (p. 425)
- Analóg integrált áramkörök 2. kiad., Műszaki Könyvkiadó, Budapest 1974. (p. 425)
- Analoge integrierte Schaltungen, Franzis Verlag, München 1976. (p. 522)
- Analoge integrierte Schaltungen 2. Auflage, Franzis Verlag, München 1979. (p. 522)
- Analog integrated circuits, John Wiley, Chichester – New York, 1980. (p. 478)
- Analogovije intyegralnije szhemi, Moszkva, Ragyio i Szvjaz, 1983. (p. 416)
- 赫彼著 : 模拟集成电路 (Analog integrated circuits), Higher Education Press, Peking, 1984. (p. 459)
- Herpy, M. – Berka, J.C.: Aktív RC-szűrők, Műszaki Könyvkiadó, Budapest 1981. (p. 311)
- Herpy, M. – Berka, J.C.: Aktive RC-filter, Franzis Verlag, München 1984. (p. 326)
- Herpy, M. – Berka, J.C.: Aktive RC filter design, Elsevier, Amsterdam 1986. (p. 306)
- Herpy, M. – Berka, J.C.: Aktív RC-szűrők, BME Kiadó, Budapest 1991. (p. 311)
- Herpy Miklós – Sipőcz István: Távközlési Kutató Intézet: A magyar mikrohullámú kutatás fellegvára (1950–1990). Budapest: (kiadó nélkül). 2020–2021.  Hozzáférés: 2015. február 24.

### Folyóirat-publikációk
- TKI Közlemények
- Electronics Letters
- Elektronik
- Híradástechnika[12]

… és más szaklapokban jelentek meg.

## Az Aggházy család (Aggházy-Herpy ág)
| Családfa |
| -------- |
|          |